# Osvaldo Cavandoli
Osvaldo Cavandoli, född 1 januari 1920 i Toscolano-Maderno i Lombardiet, död 3 mars 2007 i Milano, var en italiensk animatör. Han arbetade även under pseudonymen Cava. Hans mest kända arbete är Linus på linjen (La Linea).

## Biografi

### Bakgrund
Då Cavandoli var två år gammal flyttade han till Milano, där han senare blev hedersmedborgare. Mellan 1936 och 1940 arbetade han som teknikdesigner för Alfa Romeo.
När Cavandoli fann sitt intresse för animering började han att arbeta tillsammans med Nino Pagot, som senare skapade Calimero. 1950 började han att oberoende arbeta som regissör och producent.

### Linus på linjen
Cavandoli blev berömd för Linus på linjen (La Linea), den temperamentsfulla linjefiguren med det grova låtsasspråket som första gången dök upp på italiensk TV 1969. Han skapades ursprungligen som en reklamfigur för köksgerådstillverkaren Lagostina och bar till att börja med namnet Agostino Lagostina".
Totalt har det producerats över 100 korta animerade avsnitt med Linus på linjen.

### Övriga verk och senare år
1978 och 1988 skapade Osvaldo Cavandoli två nya animerade filmfigurer, "sexlinea" och "eroslinea".
Cavandoli avled 3 mars 2007. Medarbetarna i hans studio har efter hans död fortsatt med produktioner som Linus på Linjen figurerar i.

## Källhänvisningar
Den här artikeln är helt eller delvis baserad på material från engelskspråkiga Wikipedia, 9 mars 2007.
1. 1 2  "La Linea". Quipos.net. Läst 8 juli 2014. (engelska)
2. 1 2 3 4  "Carte blanche to cinema dei Piccoli". Cinemapublic.org, 2012. Läst 27 juni 2014. (engelska)
3. ↑  Seven (2007-05): ”"La linea" de Osvaldo Cavandoli”. Arkiverad 14 juli 2014 hämtat från the Wayback Machine. Obviousmag.org. Läst 8 juli 2014. (portugisiska)
4. ↑  DeMott, Rick (2007-03-06):" La Linea Creator Osvaldo Cavandoli Dies". Awn.com. Läst 8 juli 2014. (engelska)